# Дискография Эммилу Харрис
Сольная и совместная дискография Эммилу Харрис насчитывает 28 студийных и 4 концертных альбома, 14 сборников, 69 синглов, 3 концертных видео, 1 документальный фильм и 15 видеоклипов. Будучи также крайне востребованной приглашённой вокалисткой, она параллельно основной карьере записала свыше 500 треков для альбомов и синглов других исполнителей, саундтреков, трибьютов и прочих сторонних проектов. Оказав масштабное творческое влияние на кантри, рутс-музыку и многих коллег по цеху, певица в то же время никогда не била рекорды продаж. Тем не менее среди всех представителей кантри-рок-сцены Южной Калифорнии она добилась в мейнстриме кантри наибольшего признания. В общей сложности семь её синглов занимали вершину чарта Hot Country Songs и ещё 20 вошли в Топ-10. Попутно три альбома Харрис возглавляли хит-парад Top Country Albums и 19 попали в десятку. На родине восемь сольных пластинок артистки сертифицированы как золотые, а две совместных — как золотая и платиновая. Наряду с этим она принадлежит к ограниченному кругу американских кантри-музыкантов, регулярно гастролирующих, имеющих преданную аудиторию и существенный коммерческий успех за пределами США и Канады. Мировые продажи альбомов Харрис превышают 15 млн копий.

## Обзор
Будучи сперва фолк-певицей, Харрис выпустила провальный альбом Gliding Bird (1969), продавшийся тиражом в 1300 копий. Став частью калифорнийской кантри-рок сцены, она записала пластинку Pieces of the Sky (1975). Эта работа начала долгую череду золотых и платиновых релизов певицы. Прорывным синглом для артистки стал «If I Could Only Win Your Love», попавший в Топ-5 Hot Country Songs. В своих альбомах певица возрождала классику кантри, продвигала работы молодых кантри-авторов и «кантрифицировала» материал из других жанров. Интерпретации Харрис в итоге были востребованы одновременно поклонниками кантри, рока и фолка. При этом они звучали ближе к традиционному кантри, чем большинство продуктов Мьюзик-Роу той эпохи. Пластинки Elite Hotel (1975) и Luxury Liner (1976) обе возглавили Top Country Albums. Первая принесла артистке сразу два кантри-хита № 1: «Together Again» и «Sweet Dreams». Вторая — два трека в Топ-10: «C’est La Vie (You Never Can Tell)» и «Making Believe». Альбом Quarter Moon in a Ten Cent Town добавил к списку кантри-синглов № 1 песню «Two More Bottles of Wine». Параллельно талант певицы к гармоническому пению сделал её востребованной приглашенной вокалисткой, в частности, в альбоме Desire (1976) Боба Дилана, в фильме-концерте «Последний вальс» (1978) группы The Band, а также треке «Star Of Bethlehem» Нила Янга и первых двух лонгплеях Гая Кларка{. Доказывая критикам верность кантри-традициям, певица записала серию более консервативных альбомов: Blue Kentucky Girl (1979), принёсший ей четвёртый кантри-хит № 1 «Beneath Still Waters» и акустический Roses in the Snow (1980), ставший её шестым золотым диском. Вышедший в промежутке рождественский проект Light of the Stable (1979) однако сравнимого успеха не имел. В 1980 году артистка также записала с Роем Орбисоном песню «That Lovin' You Feelin' Again» (Топ-10 Hot Country Songs) для фильма Roadie.
В начале 1980-х карьера Харрис сбавила обороты, певица уступила часть своей рок-аудитории панку и новой волне. Альбом Evangeline (1981) был холодно принят критиками и оказался её последним золотым диском. В том же году Харрис стала одним из пионеров сюжетных кантри-видеоклипов, представив мини-фильм на синглы «Mister Sandman» и «I Don’t Have To Crawl». Первый из них был умеренным хитом в мировых чартах и возглавил кантри-чарт Канады. Выпустив альбом Cimarron (1981) с песнями «If I Needed You» и «Born to Run» (обе вошли в Топ-5 Hot Country Songs), артистка представила концертник Last Date (1982) с очередным кантри-хитом № 1 — «(Lost His Love) on Our Last Date». Пластинка White Shoes стилистически тяготела к року; две песни с неё вошли в Топ-10 Hot Country Songs: «In My Dreams» и «Pledging My Love». Концептуальный, частично автобиографический и написанный в основном самой Харрис проект The Ballad of Sally Rose (1985) хвалили критики, но коммерчески он был менее удачен, чем предшественники, ни один сингл с него не достиг Топ-10. Далее последовали также не самый финансово удачный Thirteen (1986) и скромная коллекция кантри-госпелов Angel Band (1987). Серьёзным коммерческим успехом тем не менее оказался совместный альбом с Долли Партон и Линдой Ронстадт — Trio, ставший платиновым и обеспечивший певицам кантри-сингл № 1 «To Know Him Is to Love Him» (на него был снят видеоклип) и ещё три хита в Топ-10. Следом и сольное творчество Харрис вернулось в первую десятку Hot Country Songs благодаря синглу «Heartbreak Hill» с её пластинки Bluebird (1989).
После переходного диска Brand New Dance (1990), певица обратилась к акустическому звучанию концертником At the Ryman (1992), записанным в старинном зале Ryman Auditorium. В данный период Харрис, как и многих других ветеранов, перестали крутить на кантри-радио. Выпущенный артисткой в 1993 году альбом Cowgirl’s Prayer в итоге обрадовал критиков, но провалился в чартах. Порвав на этом фоне связи с Мьюзик-Роу, она перезапустила карьеру экспериментальным альбомом Wrecking Ball (1995). Диск принёс певице внимание новой, более молодой аудитории. Критики хвалили его как инновационный, однако альбом отпугнул часть старых поклонников Харрис. Проект Trio II (1999) с Партон и Ронстадт стал золотым (на песню «After the Gold Rush» вышел популярный клип), в том же году появился совместный диск Харрис и Ронстадт — Western Wall: The Tucson Sessions. В новом тысячелетии певица вернулась к сочинительству — альбом Red Dirt Girl (2000) был написан ей самой почти целиком (по стилю он продолжал идеи Wrecking Ball). Диск впервые с 1986 года обеспечил певице попадание в первую десятку Top Country Albums. Сравнимый успех в чартах и упор на собственный материал имели и следующие работы Харрис: Stumble into Grace (2003), All I Intended to Be (2008) и Hard Bargain (2011). Последний стал её самым успешным в Hot Country Songs с 1980 года (№ 3) и лучшим в Billboard 200 за всю карьеру (№ 18). Совместные альбомы с Родни Кроуэллом Old Yellow Moon (2013) и Traveling Kind (2015) вошли в первую десятку Top Country Albums и пятёрку Americana/Folk. Коллаборация с Марком Нопфлером All the Roadrunning (2006) имела заметный в чартах США и Европы.
Утратив в начале 1990-х былой коммерческий успех, Харрис тем не менее осталась востребованной как приглашенная артистка. Среди прочего она появлялась на записях Райана Адамса, Вилли Нельсона, Элвиса Костелло и Нила Янга, в саундтреке к фильму «О, где же ты, брат?» и трибьюте Джонни Митчелл с песней «The Magdaleine Laundries». Помимо этого, Харрис гостила в альбомах женской группы Luscious Jackson и в сольном проекте её солистки Джилл Канниф. В 2007 году вышел самый крупный сборник творчества певицы — Songbird: Rare Tracks & Forgotten Gems (четыре CD + DVD). Компиляция содержит не столько хиты, сколько любимые композиции самой Харрис, в том числе редкий неизданный прежде материал. Её ранние студийные альбомы (с Pieces of the Sky и до Roses in the Snow) в первой половине 2000-х отреставрированы и переизданы на CD с бонусами. В 2010-е они перевыпущены на виниле в составе коллекций Queen of the Silver Dollar: The Studio Albums, 1975-79 (2017) и The Studio Albums, 1980-83 (2019), кроме Light of the Stable (вышел отдельно в 2014). Переиздания на дисках и пластинках получили также более поздние The Ballad of Sally Rose, At the Ryman и Wrecking Ball. Четыре альбома певицы 1980-х (Evangeline, Cimarron, Thirteen и Last Date) вплоть до 2000—2010-х никогда не выходили CD. Первые три получили дисковые релизы в составе бокс-сета Original Album Series Vol.2 (2013). Cimarron и Last Date также выпускались на дисках по отдельности лейблом Eminent Records в 2000 году.

## Альбомы

### Сольные студийные альбомы
Основная студийная дискография певицы без учёта сборников и совместных альбомов. В общей сложности 22 релиза.

#### 1960—1970-е годы
| Год                                   | Название                                                                                                 | Позиции в чартах | Позиции в чартах | Позиции в чартах | Позиции в чартах | Позиции в чартах | Позиции в чартах | Позиции в чартах | Позиции в чартах | Позиции в чартах | Сертификация                     |
| Год                                   | Название                                                                                                 | США Кантри       | США              | КАН Кантри       | КАН              | ВЕЛ              | ШВЕ              | НОР              | НИД              | НОЗ              | Сертификация                     |
| ------------------------------------- | --- | ---------------- | ---------------- | ---------------- | ---------------- | ---------------- | ---------------- | ---------------- | ---------------- | ---------------- | -------------------------------- |
| 1969                                  | Gliding Bird - Релиз: октябрь - Лейбл: Jubilee Records - Формат: LP                                      | —                | —                | —                | —                | —                | —                | —                | —                | —                | —                                |
| 1975                                  | Pieces of the Sky - Релиз: 7 февраль - Лейбл: Reprise Records - Формат: LP, MC, CD, ЦД                   | 7                | 45               | —                | 76               | —                | —                | —                | —                | —                | - : золото                       |
| 1975                                  | Elite Hotel - Релиз: 29 декабря - Лейбл: Reprise Records - Формат: LP, MC, CD, ЦД                        | 1                | 25               | —                | 64               | 17               | —                | 18               | 3                | —                | - : золото - : серебро           |
| 1976                                  | Luxury Liner - Релиз: 28 декабря - Лейбл: Warner Bros. Records - Формат: LP, MC, CD, ЦД                  | 1                | 21               | —                | 40               | 17               | 15               | —                | 3                | 36               | - :золото - : серебро - : золото |
| 1978                                  | Quarter Moon in a Ten Cent Town - Релиз: 6 января - Лейбл: Warner Bros. Records - Формат: LP, MC, CD, ЦД | 3                | 29               | 8                | 26               | 40               | 31               | —                | 10               | —                | - золото                         |
| 1979                                  | Blue Kentucky Girl - Релиз: 13 апреля - Лейбл: Warner Bros. Records - Формат: LP, MC, CD, ЦД             | 3                | 43               | 6                | —                | —                | —                | —                | 21               | 47               | - золото                         |
| 1979                                  | Light of the Stable - Релиз: 2 ноября - Лейбл: Warner Bros. Records - Формат: LP, MC, CD, ЦД             | 22               | 102              | —                | —                | —                | —                | —                | —                | —                | —                                |
| «—» не попал в чарт/не сертифицирован | |                  |                  |                  |                  |                  |                  |                  |                  |                  |                                  |

#### 1980-е годы
| Год                                   | Название                                                                                         | Позиции в чартах | Позиции в чартах | Позиции в чартах | Позиции в чартах | Позиции в чартах | Позиции в чартах | Позиции в чартах | Сертификация |
| Год                                   | Название                                                                                         | США Кантри       | США              | КАН Кантри       | ВЕЛ              | ВЕЛ Кантри       | НОР              | НИД              | Сертификация |
| ------------------------------------- | ------------------------------------------------------------------------------------------------ | ---------------- | ---------------- | ---------------- | ---------------- | ---------------- | ---------------- | ---------------- | ------------ |
| 1980                                  | Roses in the Snow - Релиз: май - Лейбл: Warner Bros. Records - Формат: LP, MC, CD, ЦД            | 2                | 26               | 2                | —                | —                | —                | 47               | - золото     |
| 1981                                  | Evangeline - Релиз: январь - Лейбл: Warner Bros. Records - Формат: LP, MC, CD, ЦД                | 5                | 22               | —                | 53               | —                | 19               | 43               | - золото     |
| 1981                                  | Cimarron - Релиз: ноябрь - Лейбл: Warner Bros. Records - Формат: LP, MC, CD, ЦД                  | 6                | 46               | —                | —                | —                | —                | —                | —            |
| 1983                                  | White Shoes - Релиз: октябрь - Лейбл: Warner Bros. Records - Формат: LP, MC, CD, ЦД              | 22               | 116              | —                | —                | —                | —                | —                | —            |
| 1985                                  | The Ballad of Sally Rose - Релиз: февраль - Лейбл: Warner Bros. Records - Формат: LP, MC, CD, ЦД | 8                | 171              | —                | —                | —                | —                | —                | —            |
| 1986                                  | Thirteen - Релиз: февраль - Лейбл: Warner Bros. Records - Формат: LP, MC, CD, ЦД                 | 9                | 157              | —                | —                | 4                | —                | —                | —            |
| 1987                                  | Angel Band - Релиз: 7 июля - Лейбл: Warner Bros. Records - Формат: LP, MC, CD, ЦД                | 23               | 166              | —                | —                | —                | —                | —                | —            |
| 1989                                  | Bluebird - Релиз: 10 января - Лейбл: Warner Bros. Records - Формат: LP, MC, CD, ЦД               | 15               | —                | 19               | —                | 3                | —                | —                | —            |
| «—» не попал в чарт/не сертифицирован |                                                                                                  |                  |                  |                  |                  |                  |                  |                  |              |

#### 1990—2010-е годы
| Год                                   | Название                                                                                   | Позиции в чартах | Позиции в чартах | Позиции в чартах | Позиции в чартах | Позиции в чартах | Позиции в чартах | Позиции в чартах | Позиции в чартах | Позиции в чартах | Позиции в чартах | Позиции в чартах | Позиции в чартах | Позиции в чартах | Позиции в чартах | Позиции в чартах | Позиции в чартах | Позиции в чартах | Позиции в чартах | Позиции в чартах | Позиции в чартах |
| Год                                   | Название                                                                                   | США Кантри       | США              | США Американа    | США Рок          | КАН Кантри       | КАН              | ВЕЛ              | ВЕЛ Кантри       | ШОТ              | ШВЕ              | НОР              | НИД              | ШВА              | БЕЛ (Фла)        | БЕЛ (Вал)        | ДАН              | НОЗ              | ФРА              | ГЕР              | АВС              |
| ------------------------------------- | ------------------------------------------------------------------------------------------ | ---------------- | ---------------- | ---------------- | ---------------- | ---------------- | ---------------- | ---------------- | ---------------- | ---------------- | ---------------- | ---------------- | ---------------- | ---------------- | ---------------- | ---------------- | ---------------- | ---------------- | ---------------- | ---------------- | ---------------- |
| 1990                                  | Brand New Dance - Релиз: 16 октября - Лейбл: Warner Bros. Records - Формат: LP, MC, CD, ЦД | 45               | —                | —                | —                | —                | —                | —                | 2                | —                | —                | —                | —                | —                | —                | —                | —                | —                | —                | —                | —                |
| 1993                                  | Cowgirl’s Prayer - Релиз: 28 сентября - Лейбл: Elektra Records - Формат: LP, MC, CD, ЦД    | 34               | 152              | —                | —                | 19               | —                | —                | 1                | —                | —                | —                | —                | —                | —                | —                | —                | —                | —                | —                | —                |
| 1995                                  | Wrecking Ball - Релиз: 26 сентября - Лейбл: Elektra Records - Формат: LP, MC, CD, ЦД       | —                | 94               | —                | —                | —                | —                | 46               | 1                | 61               | 27               | 30               | 29               | —                | 58               | —                | —                | —                | —                | —                | —                |
| 2000                                  | Red Dirt Girl - Релиз: 12 сентября - Лейбл: Nonesuch Records - Формат: LP, MC, CD, ЦД      | 5                | 54               | —                | —                | 3                | 29               | 45               | 2                | 35               | 5                | 5                | 77               | 84               | 39               | —                | —                | 9                | —                | —                | —                |
| 2003                                  | Stumble into Grace - Релиз: 23 сентября - Лейбл: Nonesuch Records - Формат: CD, ЦД         | 6                | 58               | —                | —                | —                | —                | 52               | 1                | 38               | 12               | 11               | 42               | —                | 32               | —                | —                | —                | —                | —                | —                |
| 2008                                  | All I Intended to Be - Релиз: 10 июня - Лейбл: Nonesuch Records - Формат: LP, CD, ЦД       | 4                | 22               | —                | —                | —                | 24               | 40               | 2                | 33               | 10               | 7                | 41               | 37               | 20               | 80               | 19               | 20               | 132              | 78               | —                |
| 2011                                  | Hard Bargain - Релиз: 26 апреля - Лейбл: Nonesuch Records - Формат: CD, ЦД                 | 3                | 18               | 3                | 6                | —                | 19               | 30               | 2                | 19               | 15               | 11               | 15               | 76               | 39               | 85               | 27               | 28               | —                | 49               | 48               |
| «—» не попал в чарт/не сертифицирован |                                                                                            |                  |                  |                  |                  |                  |                  |                  |                  |                  |                  |                  |                  |                  |                  |                  |                  |                  |                  |                  |                  |

### Совместные студийные альбомы
Записаны певицей совместно с другими артистами. В общей сложности шесть релизов.
| Год                                   | Название | Позиции в чартах | Позиции в чартах | Позиции в чартах | Позиции в чартах | Позиции в чартах | Позиции в чартах | Позиции в чартах | Позиции в чартах | Позиции в чартах | Позиции в чартах | Позиции в чартах | Позиции в чартах | Позиции в чартах | Позиции в чартах | Позиции в чартах | Позиции в чартах | Позиции в чартах | Позиции в чартах | Позиции в чартах | Позиции в чартах | Позиции в чартах | Позиции в чартах | Позиции в чартах | Позиции в чартах | Сертификация                     |
| Год                                   | Название | США Кантри       | США              | США Американа    | США Рок          | КАН Кантри       | КАН              | ВЕЛ              | ВЕЛ Кантри       | ШОТ              | ШВЕ              | НОР              | НИД              | ШВА              | БЕЛ (Фла)        | БЕЛ (Вал)        | АВТ              | ДАН              | ИТА              | НОЗ              | ФРА              | ГЕР              | ФИН              | АВС              | ИСП              | Сертификация                     |
| ------------------------------------- | --- | ---------------- | ---------------- | ---------------- | ---------------- | ---------------- | ---------------- | ---------------- | ---------------- | ---------------- | ---------------- | ---------------- | ---------------- | ---------------- | ---------------- | ---------------- | ---------------- | ---------------- | ---------------- | ---------------- | ---------------- | ---------------- | ---------------- | ---------------- | ---------------- | -------------------------------- |
| 1987                                  | Trio (с Долли Партон и Линдой Ронстадт) - Релиз: 26 февраля - Лейбл: Warner Bros. Records - Формат: LP, MC, CD, ЦД              | 1                | 6                | —                | —                | —                | 4                | 60               | 1                | —                | 29               | —                | 22               | —                | —                | —                | —                | —                | —                | 6                | —                | —                | —                | 12               | —                | - : платина - : золото           |
| 1999                                  | Trio II (с Долли Партон и Линдой Ронстадт) - Релиз: 9 февраля - Лейбл: Asylum Records - Формат: LP, MC, CD, ЦД                  | 4                | 62               | —                | —                | 4                | —                | —                | 4                | —                | —                | —                | 69               | —                | —                | —                | —                | —                | —                | —                | —                | —                | —                | 66               | —                | - : золото                       |
| 1999                                  | Western Wall: The Tucson Sessions (с Линдой Ронстадт) - Релиз: 24 августа - Лейбл: Elektra Records - Формат: MC, CD, ЦД         | 6                | 73               | —                | —                | —                | —                | —                | 3                | —                | 41               | 35               | —                | —                | —                | —                | —                | —                | —                | —                | —                | —                | —                | —                | —                | —                                |
| 2006                                  | All the Roadrunning (с Марком Нопфлером) - Релиз: 24 апреля - Лейбл: Mercury Records; Warner Bros. Records - Формат: LP, CD, ЦД | —                | 17               | —                | 7                | —                | —                | 8                | 17               | 6                | 2                | 1                | 3                | 1                | 5                | 3                | 8                | 1                | 3                | 19               | 17               | 3                | 22               | 41               | 9                | - : золото - : золото - : золото |
| 2013                                  | Old Yellow Moon (с Родни Кроуэллом) - Релиз: 26 февраля - Лейбл: Nonesuch Records - Формат: CD, ЦД                              | 4                | 29               | 3                | —                | —                | —                | 42               | 1                | 32               | 12               | 6                | 22               | 47               | 38               | 115              | —                | 32               | —                | 24               | 161              | 71               | 24               | —                | —                | —                                |
| 2015                                  | The Traveling Kind (с Родни Кроуэллом) - Релиз: 12 марта - Лейбл: Nonesuch Records - Формат: LP, CD, ЦД                         | 8                | 78               | 3                | —                | —                | —                | 65               | 3                | 34               | —                | —                | 24               | —                | 42               | 115              | —                | —                | —                | —                | —                | —                | —                | —                | —                | —                                |
| «—» не попал в чарт/не сертифицирован | |                  |                  |                  |                  |                  |                  |                  |                  |                  |                  |                  |                  |                  |                  |                  |                  |                  |                  |                  |                  |                  |                  |                  |                  |                                  |

### Концертные альбомы
Записаны певицей сольно или совместно с другими артистами в ходе живых выступлений. Первые два альбома целиком состоят из песен, которые она прежде никогда не записывала. В общей сложности четыре релиза.
| Год                                   | Название | Позиции в чартах | Позиции в чартах | Позиции в чартах | Позиции в чартах | Позиции в чартах    | Позиции в чартах | Позиции в чартах | Позиции в чартах | Позиции в чартах | Позиции в чартах | Позиции в чартах | Позиции в чартах |
| Год                                   | Название | США Кантри       | США              | ВЕЛ              | ВЕЛ Кантри       | ВЕЛ Кантри-сборники | ВЕЛ Американа    | ШОТ              | ИТА              | ГЕР              | НОР              | НИД              | ШВЕ              |
| ------------------------------------- | --- | ---------------- | ---------------- | ---------------- | ---------------- | ------------------- | ---------------- | ---------------- | ---------------- | ---------------- | ---------------- | ---------------- | ---------------- |
| 1982                                  | Last Date - Релиз: октябрь - Лейбл: Warner Bros. Records - Формат: LP, MC, CD, ЦД                                                            | 9                | 65               | —                | —                | —                   | —                | —                | —                | —                | —                | —                | —                |
| 1992                                  | At the Ryman (с The Nash Ramblers) - Релиз: 10 января - Лейбл: Warner Bros. Records - Формат: LP, MC, CD, ЦД                                 | 32               | 174              | —                | 3                | 5                   | —                | —                | —                | —                | —                | —                | —                |
| 1998                                  | Spyboy - Релиз:11 августа - Лейбл: Eminent Records - Формат: MC, CD, ЦД                                                                      | 27               | 180              | 57               | 4                | —                   | —                | 77               | —                | —                | 31               | 100              | 46               |
| 2006                                  | Real Live Roadrunning (с Марком Нопфлером) - Релиз:14 ноября - Лейбл: Mercury/Universal Records; Warner Bros. Records - Формат: CD + DVD, ЦД | —                | —                | —                | —                | —                   | —                | —                | 87               | 44               | —                | —                | —                |
| 2021                                  | Ramble in Music City: The Lost Concert (с The Nash Ramblers) - Релиз: 3 сентября - Лейбл: Nonesuch Records - Формат: LP, CD, ЦД              | —                | —                | —                | —                | 1                   | 4                | 24               | —                | —                | —                | —                | —                |
| «—» не попал в чарт/не сертифицирован | |                  |                  |                  |                  |                     |                  |                  |                  |                  |                  |                  |                  |

## Сборники
Сборники сольного и совместного творчества певицы. В общей сложности 14 релизов. В некоторых присутствует неизданный ранее материал (помечены звёздочкой).
| Год                                   | Название | Позиции в чартах | Позиции в чартах | Позиции в чартах | Позиции в чартах | Позиции в чартах | Позиции в чартах    | Позиции в чартах | Позиции в чартах | Позиции в чартах | Позиции в чартах | Позиции в чартах | Позиции в чартах | Позиции в чартах | Позиции в чартах | Позиции в чартах | Сертификация          |
| Год                                   | Название | США Кантри       | США              | США Американа    | КАН Кантри       | ВЕЛ              | ВЕЛ Кантри-сборники | ШОТ              | НИД              | ШВА              | БЕЛ (Фла)        | БЕЛ (Вал)        | АВС              | НОЗ              | ШВЕ              | НОР              | Сертификация          |
| ------------------------------------- | --- | ---------------- | ---------------- | ---------------- | ---------------- | ---------------- | ------------------- | ---------------- | ---------------- | ---------------- | ---------------- | ---------------- | ---------------- | ---------------- | ---------------- | ---------------- | --------------------- |
| 1978                                  | Profile: Best of Emmylou Harris - Релиз: ноябрь - Лейбл: Reprise Records - Формат: LP, MC, CD, ЦД                                                       | 9                | 81               | —                | 8                | —                | —                   | —                | —                | —                | —                | —                | —                | —                | —                | —                | - : золото - : золото |
| 1980                                  | Her Best Songs - Лейбл: Warner Bros. Records/K-Tel - Формат: LP                                                                                         | —                | —                | —                | —                | 36               | —                   | —                | —                | —                | —                | —                | —                | —                | —                | —                | —                     |
| 1984                                  | Profile II: The Best of Emmylou Harris * - Релиз: 17 сентября - Лейбл: Warner Bros. Records - Формат: LP, MC, CD, ЦД                                    | 24               | 176              | —                | —                | —                | —                   | —                | —                | —                | —                | —                | —                | 45               | —                | —                | —                     |
| 1988                                  | Duets * - Релиз: октябрь - Лейбл: Reprise Records - Формат: LP, MC, CD, ЦД                                                                              | 24               | —                | —                | —                | —                | 1                   | —                | —                | —                | —                | —                | —                | —                | —                | —                | —                     |
| 1994                                  | Songs of the West - Релиз: 1 января - Лейбл: Warner Bros. Records - Формат: MC, CD, ЦД                                                                  | —                | —                | —                | —                | —                | —                   | —                | —                | —                | —                | —                | —                | —                | —                | —                | —                     |
| 1996                                  | Portraits * - Релиз: 8 октября - Лейбл: Reprise Records - Формат: 3 CD, ЦД                                                                              | —                | —                | —                | —                | —                | —                   | —                | —                | —                | —                | —                | —                | —                | —                | —                | —                     |
| 2000                                  | Singin’ with Emmylou 1 - Релиз: 3 апреля - Лейбл: Raven Records - Формат: CD                                                                            | —                | —                | —                | —                | —                | —                   | —                | —                | —                | —                | —                | —                | —                | —                | —                | —                     |
| 2001                                  | Anthology: The Warner/Reprise Years - Релиз: 1 мая - Лейбл: Rhino Records - Формат: 2 CD, ЦД                                                            | 53               | —                | —                | —                | —                | 1                   | —                | —                | —                | —                | —                | —                | —                | —                | —                | —                     |
| 2003                                  | Producer’s Cut * - Дата выхода: 25 февраля - Лейбл: Warner Bros. Records - Формат: DVD-Audio 5.1 Surround Sound                                         | —                | —                | —                | —                | —                | —                   | —                | —                | —                | —                | —                | —                | —                | —                | —                | —                     |
| 2003                                  | Singin’ with Emmylou 2 - Релиз: 8 апреля - Лейбл: Raven Records - Формат: CD                                                                            | —                | —                | —                | —                | —                | —                   | —                | —                | —                | —                | —                | —                | —                | —                | —                | —                     |
| 2005                                  | The Very Best of Emmylou Harris: Heartaches & Highways * - Релиз: 19 июля - Лейбл: Rhino Records - Формат: CD, ЦД                                       | 23               | 133              | —                | —                | —                | 2                   | —                | —                | —                | —                | —                | —                | —                | 37               | 24               | —                     |
| 2007                                  | Songbird: Rare Tracks and Forgotten Gems * - Релиз: 18 сентября - Лейбл: Rhino Records - Формат: 4 CD + DVD, ЦД                                         | 49               | —                | —                | —                | —                | 1                   | —                | —                | —                | —                | —                | —                | —                | —                | —                | —                     |
| 2016                                  | The Complete Trio Collection * (с Долли Партон и Линдой Ронстадт) - Релиз: 9 сентября - Лейбл: Rhino Records - Формат: 3 CD, ЦД                         | 7                | 125              | 8                | —                | 47               | 1                   | 24               | 12               | 58               | 64               | 120              | —                | —                | —                | —                | —                     |
| 2016                                  | My Dear Companion: Selections From The Trio Collection * (с Долли Партон и Линдой Ронстадт) - Релиз: 9 сентября - Лейбл: Rhino Records - Формат: CD, ЦД | 44               | —                | —                | —                | —                | —                   | —                | —                | —                | —                | —                | 3                | —                | —                | —                | —                     |
| 2016                                  | Trio: Farther Along * (с Долли Партон и Линдой Ронстадт) - Релиз: 9 сентября - Лейбл: Rhino Records - Формат: 2 LP + код на скачивание MP3-версии       | —                | —                | —                | —                | —                | —                   | —                | —                | —                | —                | —                | —                | —                | —                | —                | —                     |
| «—» не попал в чарт/не сертифицирован | |                  |                  |                  |                  |                  |                     |                  |                  |                  |                  |                  |                  |                  |                  |                  |                       |

## Бокс-сеты
Наборы полных сольных альбомов певицы. Содержат только ранее изданный материал. В общей сложности четыре релиза.
| Год                                   | Название | Содержимое | Позиции в чартах | Позиции в чартах    |
| Год                                   | Название | Содержимое | ВЕЛ Кантри       | ВЕЛ Кантри-сборники |
| ------------------------------------- | --- | --- | ---------------- | ------------------- |
| 2011                                  | Original Album Series Vol.1 - Релиз: 5 апреля - Лейбл: Rhino Records - Формат: 5 CD                                                                                     | - Pieces of the Sky - Elite Hotel - Luxury Liner - Quarter Moon in a Ten Cent Town - Blue Kentucky Girl                                                                | 9                | 1                   |
| 2013                                  | Original Album Series Vol.2 - Релиз: 2 сентября - Лейбл: Rhino Records - Формат: 5 CD                                                                                   | - Roses in the Snow - Evangeline - Cimarron - White Shoes - Thirteen                                                                                                   | —                | 1                   |
| 2017                                  | Queen of the Silver Dollar: The Studio Albums, 1975-79 - Релиз: 22 апреля (День музыкального магазина) - Лейбл: Nonesuch Records - Формат: 5 LP + SP (тираж 1000 копий) | - Pieces of the Sky - Elite Hotel - Luxury Liner - Quarter Moon in a Ten Cent Town - Blue Kentucky Girl - сингл 45 об/мин «Light of the Stable» + «Little Drummer Boy» | —                | —                   |
| 2019                                  | The Studio Albums, 1980-83 - Релиз: 13 апреля (День музыкального магазина) - Лейбл: Nonesuch Records - Формат: 5 LP + SP (тираж 1100 копий)                             | - Roses in the Snow - Evangeline - Cimarron - Last Date - White Shoes - сингл 45 об/мин «That Lovin’ You Feelin’ Again» + «Mr. Sandman»                                | —                | —                   |
| «—» не попал в чарт/не сертифицирован | | |                  |                     |

## Синглы

### Сольные синглы
Синглы из сольных альбомов певицы. В общей сложности 61 релиз.

#### 1960—1970-е годы
| Год                 | Название                                                        | Позиции в чартах | Позиции в чартах | Позиции в чартах | Позиции в чартах | Позиции в чартах | Позиции в чартах | Позиции в чартах | Позиции в чартах | Позиции в чартах | Позиции в чартах | Альбом                          |
| Год                 | Название                                                        | США Кантри       | США              | КАН Кантри       | КАН              | НИД Топ-100      | НИД Топ-40       | АВС              | БЕЛ (Фла)        | БЕЛ (Вал)        | ГЕР              | Альбом                          |
| ------------------- | --------------------------------------------------------------- | ---------------- | ---------------- | ---------------- | ---------------- | ---------------- | ---------------- | ---------------- | ---------------- | ---------------- | ---------------- | ------------------------------- |
| 1969                | «I’ll Be Your Baby Tonight»                                     | —                | —                | —                | —                | —                | —                | —                | —                | —                | —                | Gliding Bird                    |
| 1970                | «Paddy»                                                         | —                | —                | —                | —                | —                | —                | —                | —                | —                | —                | Gliding Bird                    |
| 1975                | «Too Far Gone»                                                  | 73               | —                | —                | —                | —                | —                | —                | —                | —                | —                | Pieces of the Sky               |
| 1975                | «If I Could Only Win Your Love»                                 | 4                | 58               | 1                | —                | —                | —                | —                | —                | —                | —                | Pieces of the Sky               |
| 1975                | «Light of the Stable»                                           | 99               | —                | —                | —                | —                | —                | —                | —                | —                | —                | внеальбомный                    |
| 1976                | «I Really Had A Ball Last Night (Feelin' Single-Seein' Double)» | —                | —                | —                | —                | —                | 34               | —                | —                | —                | —                | Elite Hotel                     |
| 1976                | «Together Again»                                                | 1                | —                | 3                | —                | 15               | 11               | —                | 19               | 44               |                  | Elite Hotel                     |
| 1976                | «One of These Days»                                             | 3                | —                | 2                | —                | —                | —                | —                | —                | —                | —                | Elite Hotel                     |
| 1976                | «Sweet Dreams»                                                  | 1                | —                | 1                | —                | —                | —                | —                | —                | —                | —                | Elite Hotel                     |
| 1977                | «(You Never Can Tell) C’est La Vie»                             | 6                | —                | 4                | —                | 4                | 5                | —                | 5                | 15               | 45               | Luxury Liner                    |
| 1977                | «Making Believe»                                                | 8                | —                | 1                | 87               | —                | —                | —                | —                | —                | —                | Luxury Liner                    |
| 1977                | «To Daddy»                                                      | 3                | 102              | 1                | —                | —                | —                | —                | —                | —                | —                | Quarter Moon in a Ten Cent Town |
| 1978                | «Two More Bottles of Wine»                                      | 1                | —                | 1                | —                | —                | —                | —                | —                | —                | —                | Quarter Moon in a Ten Cent Town |
| 1978                | «Easy From Now On»                                              | 12               | —                | 5                | —                | —                | —                | —                | —                | —                | —                | Quarter Moon in a Ten Cent Town |
| 1978                | «Too Far Gone» (перевыпуск)                                     | 13               | —                | 12               | —                | —                | —                | —                | —                | —                | —                | Profile: Best of Emmylou Harris |
| 1979                | «Save the Last Dance for Me»                                    | 4                | —                | 20               | —                | —                | —                | 81               | —                | —                | —                | Blue Kentucky Girl              |
| 1979                | «Blue Kentucky Girl»                                            | 6                | —                | 7                | —                | —                | —                | —                | —                | —                | —                | Blue Kentucky Girl              |
| 1979                | «The First Noel»                                                | —                | —                | —                | —                | —                | —                | —                | —                | —                | —                | Light of the Stable             |
| «—» не попал в чарт |                                                                 |                  |                  |                  |                  |                  |                  |                  |                  |                  |                  |                                 |

#### 1980-е годы
| Год                 | Название                              | Позиции в чартах | Позиции в чартах | Позиции в чартах | Позиции в чартах | Позиции в чартах | Позиции в чартах | Позиции в чартах | Позиции в чартах | Позиции в чартах | Позиции в чартах | Позиции в чартах | Позиции в чартах | Позиции в чартах | Позиции в чартах | Альбом                                 |
| Год                 | Название                              | США Кантри       | США              | США AC           | КАН Кантри       | КАН              | КАН AC           | НИД Топ-100      | НИД Топ-40       | ШВА              | БЕЛ (Фла)        | АВТ              | НОЗ              | АВС              | ГЕР              | Альбом                                 |
| ------------------- | ------------------------------------- | ---------------- | ---------------- | ---------------- | ---------------- | ---------------- | ---------------- | ---------------- | ---------------- | ---------------- | ---------------- | ---------------- | ---------------- | ---------------- | ---------------- | -------------------------------------- |
| 1980                | «Beneath Still Waters»                | 1                | —                | —                | 1                | —                | —                | —                | —                | —                | —                | —                | —                | —                | —                | Blue Kentucky Girl                     |
| 1980                | «Beautiful Star of Bethlehem»         | —                | —                | —                | —                | —                | —                | —                | —                | —                | —                | —                | —                | —                | —                | Light of the Stable                    |
| 1980                | «Little Drummer Boy»                  | —                | —                | —                | —                | —                | —                | —                | —                | —                | —                | —                | —                | —                | —                | Light of the Stable                    |
| 1980                | «Wayfaring Stranger»                  | 7                | —                | —                | 1                | —                | 10               | —                | —                | —                | —                | —                | —                | —                | —                | Roses in the Snow                      |
| 1980                | «The Boxer»                           | 13               | —                | —                | 8                | —                | —                | —                | —                | —                | —                | —                | —                | —                | —                | Roses in the Snow                      |
| 1981                | «Mister Sandman»                      | 10               | 37               | 8                | 1                | 42               | —                | 9                | 8                | 5                | 8                | 15               | 16               | 19               | 14               | Evangeline                             |
| 1981                | «I Don’t Have to Crawl»               | 44               | 106              | —                | 34               | —                | —                | —                | —                | —                | —                | —                | —                | —                | —                | Evangeline                             |
| 1981                | «If I Needed You» (с Доном Уильямсом) | 3                | —                | —                | 1                | —                | —                | —                | —                | —                | —                | —                | —                | —                | —                | Cimarron                               |
| 1982                | «Tennessee Rose»                      | 9                | —                | —                | 5                | —                | —                | —                | —                | —                | —                | —                | —                | —                | —                | Cimarron                               |
| 1982                | «Born to Run»                         | 3                | —                | —                | 10               | —                | —                | —                | —                | —                | —                | —                | —                | —                | —                | Cimarron                               |
| 1982                | «(Lost His Love) On Our Last Date»    | 1                | —                | —                | 3                | —                | —                | —                | —                | —                | —                | —                | —                | —                | —                | Last Date                              |
| 1983                | «I’m Movin' On»                       | 5                | —                | —                | 1                | —                | —                | —                | —                | —                | —                | —                | —                | —                | —                | Last Date                              |
| 1983                | «So Sad to Watch Good Love Go Bad»    | 28               | —                | —                | 14               | —                | —                | —                | —                | —                | —                | —                | —                | —                | —                | Last Date                              |
| 1983                | «Drivin' Wheel»                       | 26               | —                | —                | 13               | —                | —                | —                | —                | —                | —                | —                | —                | —                | —                | White Shoes                            |
| 1984                | «In My Dreams»                        | 9                | —                | —                | 6                | —                | —                | —                | —                | —                | —                | —                | —                | —                | —                | White Shoes                            |
| 1984                | «Pledging My Love»                    | 9                | —                | —                | 9                | —                | —                | —                | —                | —                | —                | —                | —                | —                | —                | White Shoes                            |
| 1984                | «Someone Like You»                    | 26               | —                | —                | 14               | —                | —                | —                | —                | —                | —                | —                | —                | —                | —                | Profile II: The Best of Emmylou Harris |
| 1985                | «White Line»                          | 14               | —                | —                | 6                | —                | —                | —                | —                | —                | —                | —                | —                | —                | —                | The Ballad of Sally Rose               |
| 1985                | «Rhythm Guitar»                       | 44               | —                | —                | 49               | —                | —                | —                | —                | —                | —                | —                | —                | —                | —                | The Ballad of Sally Rose               |
| 1985                | «Timberline»                          | 55               | —                | —                | —                | —                | —                | —                | —                | —                | —                | —                | —                | —                | —                | The Ballad of Sally Rose               |
| 1986                | «I Had My Heart Set on You»           | 60               | —                | —                | 36               | —                | —                | —                | —                | —                | —                | —                | —                | —                | —                | Thirteen                               |
| 1986                | «Today I Started Loving You Again»    | 43               | —                | —                | 49               | —                | —                | —                | —                | —                | —                | —                | —                | —                | —                | Thirteen                               |
| 1987                | «Someday My Ship Will Sail»           | 60               | —                | —                | 42               | —                | —                | —                | —                | —                | —                | —                | —                | —                | —                | Angel Band                             |
| 1988                | «Heartbreak Hill»                     | 8                | —                | —                | —                | —                | —                | —                | —                | —                | —                | —                | —                | —                | —                | Bluebird                               |
| 1989                | «Heaven Only Knows»                   | 16               | —                | —                | 16               | —                | —                | —                | —                | —                | —                | —                | —                | —                | —                | Bluebird                               |
| 1989                | «I Still Miss Someone»                | 51               | —                | —                | —                | —                | —                | —                | —                | —                | —                | —                | —                | —                | —                | Bluebird                               |
| «—» не попал в чарт |                                       |                  |                  |                  |                  |                  |                  |                  |                  |                  |                  |                  |                  |                  |                  |                                        |

#### 1990—2010-е годы
| Год                 | Название                                            | Позиция в чартах | Позиция в чартах | Позиция в чартах | Альбом               |
| Год                 | Название                                            | США Кантри       | США AAA          | КАН Кантри       | Альбом               |
| ------------------- | --------------------------------------------------- | ---------------- | ---------------- | ---------------- | -------------------- |
| 1990                | «Gulf Coast Highway» (с Вилли Нельсоном)            | —                | —                | 52               | Duets                |
| 1990                | «Never Be Anyone Else But You»                      | —                | —                | 92               | Brand New Dance      |
| 1990                | «Wheels of Love»                                    | 71               | —                | 84               | Brand New Dance      |
| 1991                | «Rollin' and Ramblin' (The Death of Hank Williams)» | —                | —                | —                | Brand New Dance      |
| 1993                | «High Powered Love»                                 | 63               | —                | 62               | Cowgirl’s Prayer     |
| 1994                | «Thanks to You»                                     | 65               | —                | 84               | Cowgirl’s Prayer     |
| 1994                | «You Don’t Know Me»                                 | —                | —                | —                | Cowgirl’s Prayer     |
| 1994                | «Crescent City»                                     | —                | —                | —                | Cowgirl’s Prayer     |
| 1995                | «Where Will I Be?»                                  | —                | —                | —                | Wrecking Ball        |
| 1995                | «Sweet Old World»                                   | —                | —                | —                | Wrecking Ball        |
| 1996                | «Wrecking Ball»                                     | —                | —                | —                | Wrecking Ball        |
| 1998                | «Love Hurts»                                        | —                | —                | —                | Spyboy               |
| 2000                | «One Big Love»                                      | —                | —                | —                | Red Dirt Girl        |
| 2000                | «I Don’t Wanna Talk About It Now»                   | —                | 33               | —                | Red Dirt Girl        |
| 2003                | «Here I Am»                                         | —                | —                | —                | Stumble into Grace   |
| 2008                | «Not Enough»                                        | —                | —                | —                | All I Intended to Be |
| 2011                | «The Road»                                          | —                | —                | —                | Hard Bargain         |
| «—» не попал в чарт |                                                     |                  |                  |                  |                      |

#### Би-сайды
Песни со стороны «Б» синглов, попавшие в чарты.
| Год  | Название                     | Позиции в чартах | Позиции в чартах | Позиции в чартах | Позиции в чартах | Позиции в чартах | Сторона «А»      |
| Год  | Название                     | США              | США AC           | КАН              | КАН AC           | ВЕЛ              | Сторона «А»      |
| ---- | ---------------------------- | ---------------- | ---------------- | ---------------- | ---------------- | ---------------- | ---------------- |
| 1976 | «Here, There and Everywhere» | 65               | 13               | 48               | 5                | 30               | «Together Again» |

### Совместные синглы
Синглы из совместных альбомов певицы. В общей сложности восемь релизов.
| Год                 | Название                     | Партнёр                     | Позиции в чартах | Позиции в чартах | Позиции в чартах | Позиции в чартах | Позиции в чартах | Позиции в чартах | Позиции в чартах | Позиции в чартах | Альбом                            |
| Год                 | Название                     | Партнёр                     | США Кантри       | США AAA          | США AC           | КАН Кантри       | КАН AC           | НИД Топ-100      | НОР              | АВС              | Альбом                            |
| ------------------- | ---------------------------- | --------------------------- | ---------------- | ---------------- | ---------------- | ---------------- | ---------------- | ---------------- | ---------------- | ---------------- | --------------------------------- |
| 1987                | «To Know Him Is to Love Him» | Долли Партон Линда Ронстадт | 1                | —                | —                | 1                | 1                | 62               | —                | 54               | Trio                              |
| 1987                | «Telling Me Lies»            | Долли Партон Линда Ронстадт | 3                | —                | 35               | 6                | 6                | —                | —                | —                | Trio                              |
| 1987                | «Those Memories of You»      | Долли Партон Линда Ронстадт | 5                | —                | —                | 1                | —                | —                | —                | —                | Trio                              |
| 1988                | «Wildflowers»                | Долли Партон Линда Ронстадт | 6                | —                | —                | 8                | —                | —                | —                | —                | Trio                              |
| 1999                | «High Sierra»                | Долли Партон Линда Ронстадт | —                | —                | —                | 90               | —                | —                | —                | —                | Trio II                           |
| 1999                | «After the Gold Rush»        | Долли Партон Линда Ронстадт | —                | —                | —                | —                | —                | —                | —                | —                | Trio II                           |
| 1999                | «For a Dancer»               | Линда Ронстадт              | —                | —                | —                | —                | —                | —                | —                | —                | Western Wall: The Tucson Sessions |
| 2006                | «This Is Us»                 | Марк Нопфлер                | —                | 5                | —                | —                | —                | —                | 17               | —                | All the Roadrunning               |
| «—» не попал в чарт |                              |                             |                  |                  |                  |                  |                  |                  |                  |                  |                                   |

## Гостевые записи
Певица сольно или совместно записала более 500 дорожек для альбомов и синглов других артистов, саундтреков, трибьютов и прочих сторонних проектов, в частности, песни для пластинок Боба Дилана, Вилли Нельсона, Нила Янга, Джонни Кэша, Роя Роджерса, The Band, Грэма Парсонса, Джорджа Джонса, Тэмми Уайнетт, Долли Партон, Билла Монро; фильмов «Самолётом, поездом и автомобилем», «Отточенное лезвие», «О, где же ты, брат?», «Горбатая гора», «Там, где сердце», «Благодаря Винн-Дикси», «Самый пьяный округ в мире»; трибьютов Джони Митчелл, Брюсу Спрингстину, Мерлу Хаггарду, Таунсу Ван Зандту и The Carter Family; альбомов телепередачи Transatlantic Sessions, сборников женского фестиваля Lilith Fair и радиошоу A Prairie Home Companion.

### Синглы артистов
Синглы различных исполнителей, записанные при участии певицы.
| Год                 | Название                          | Артист           | Позиции в чартах | Позиции в чартах | Позиции в чартах | Позиции в чартах | Позиции в чартах | Позиции в чартах | Альбом                 |
| Год                 | Название                          | Артист           | США Кантри       | США              | США AC           | КАН Кантри       | КАН AC           | АВС              | Альбом                 |
| ------------------- | --------------------------------- | ---------------- | ---------------- | ---------------- | ---------------- | ---------------- | ---------------- | ---------------- | ---------------------- |
| 1974                | «Love Hurts»                      | Грэм Парсонс     | —                | —                | —                | —                | —                | —                | Grievous Angel         |
| 1976                | «The Sweetest Gift»               | Линда Ронстадт   | 12               | —                | —                | —                | —                | —                | Prisoner in Disguise   |
| 1976                | «Hangin' On»                      | Верн Госдин      | 16               | —                | —                | 15               | —                | —                | Till the End           |
| 1977                | «Yesterday’s Gone»                | Верн Госдин      | 9                | —                | —                | 11               | —                | —                | Till the End           |
| 1979                | «Play Together Again, Again»      | Бак Оуэнс        | 11               | —                | —                | 44               | —                | —                | внеальбомные           |
| 1979                | «Love Don’t Care»                 | Чарли Лувин      | 91               | —                | —                | —                | —                | —                | внеальбомные           |
| 1983                | «Wild Montana Skies»              | Джон Денвер      | 14               | —                | 26               | 15               | 14               | —                | It’s About Time        |
| 1985                | «Thing About You»                 | Southern Pacific | 14               | —                | —                | 14               | —                | —                | Southern Pacific       |
| 1988                | «Would These Arms Be In Your Way» | Кит Уитли        | 36               | —                | —                | —                | —                | —                | Don’t Close Your Eyes  |
| 1988                | «We Believe in Happy Endings»     | Эрл Томас Конли  | 1                | —                | —                | 1                | —                | —                | The Heart of It All    |
| 1991                | «All Fall Down»                   | Джордж Джонс     | —                | —                | —                | 84               | —                | —                | Friends in High Places |
| 1995                | «Feels Like Home»                 | Линда Ронстадт   | —                | —                | —                | —                | —                | —                | Feels Like Home        |
| 2005                | «Not Me»                          | Кени Томас       | 47               | —                | —                | —                | —                | —                | Flags of Our Fathers   |
| 2006                | «The River’s Gonna Run»           | Сэм Буш          | —                | —                | —                | —                | —                | —                | Laps in Seven          |
| «—» не попал в чарт |                                   |                  |                  |                  |                  |                  |                  |                  |                        |

### Прочие синглы
Синглы из саундтреков, трибьютов и других проектов, записанные певицей или при её участии.
| Год                 | Название                        | Партнёр           | Позиции в чартах | Позиции в чартах | Позиции в чартах | Позиции в чартах | Позиции в чартах | Позиции в чартах | Позиции в чартах | Позиции в чартах | Альбом                                                           |
| Год                 | Название                        | Партнёр           | США Кантри       | США              | США AC           | КАН Кантри       | КАН AC           | АВС              | ВЕЛ              | НОР              | Альбом                                                           |
| ------------------- | ------------------------------- | ----------------- | ---------------- | ---------------- | ---------------- | ---------------- | ---------------- | ---------------- | ---------------- | ---------------- | ---------------------------------------------------------------- |
| 1980                | «That Lovin’ You Feelin’ Again» | Рой Орбисон       | 6                | 55               | 10               | 3                | 31               | 97               | —                | —                | Roadie: Original Motion Picture Sound Track                      |
| 1988                | «Back in Baby’s Arms»           | —                 | 53               | —                | —                | 54               | —                | —                | —                | —                | Planes, Trains & Automobiles: Original Motion Picture Soundtrack |
| 1997                | «Perfect Day '97»               | различные артисты | —                | —                | —                | —                | —                | —                | 1                | 1                | внеальбомный (для проекта BBC Children in Need)                  |
| 1998                | «Same Old Train»                | различные артисты | 59               | —                | —                | —                | —                | —                | —                | —                | Tribute to Tradition                                             |
| «—» не попал в чарт |                                 |                   |                  |                  |                  |                  |                  |                  |                  |                  |                                                                  |

## Видеорелизы

### Концертное видео
Съёмки концертных выступлений певицы. В общей сложности три релиза.
| Год                                   | Название | Позиции в чартах | Серитификация |
| Год                                   | Название | ВЕЛ Видео        | Серитификация |
| ------------------------------------- | --- | ---------------- | ------------- |
| 1992                                  | At the Ryman (с The Nash Ramblers) - Релиз: 15 января/18 февраля - Лейбл: Warner Reprise Video - Формат: TV / VHS, LaserDisc | —                | —             |
| 1999                                  | Spyboy: Live from the Legendary Exit/In - Релиз: 9 февраля - Лейбл: Eminent Records - Формат: TV, VHS, DVD                   | —                | —             |
| 2006                                  | Real Live Roadrunning (с Марком Нопфлером) - Релиз: 14 ноября - Лейбл: Mercury/Universal; Warner Bros. Records - Формат: DVD | 10               | : золото      |
| «—» не попал в чарт/не сертифицирован | |                  |               |

### Документальные фильмы
Документальные ленты, выпущенные певицей. Один релиз.
| Год  | Название                   | Подробности |
| ---- | -------------------------- | --- |
| 1996 | Building the Wrecking Ball | - Релиз: декабрь - Лейбл: Elektra Records - Формат: TV, DVD (в составе CD-переиздания Wrecking Ball 2014 года) |

### Видеоклипы
Музыкальные видео на песни певицы. В общей сложности 15 роликов.
| Год  | Название                                                        | Режиссёр                  |
| ---- | --------------------------------------------------------------- | ------------------------- |
| 1981 | «Mister Sandman»                                                | Итан Рассел и Аллен Ракер |
| 1981 | «I Don’t Have to Crawl»                                         | Итан Рассел и Аллен Ракер |
| 1987 | «To Know Him Is to Love Him» (с Долли Партон и Линдой Ронстадт) | Джордж Лукас              |
| 1987 | «Those Memories of You» (с Долли Партон и Линдой Ронстадт)      | Уайт Коупман              |
| 1991 | «Wheels of Love»                                                | н/д                       |
| 1991 | «Rollin' and Ramblin' (The Death of Hank Williams)»             | н/д                       |
| 1993 | «High Powered Love»                                             | Мартин Кахан              |
| 1993 | «Thanks to You»                                                 | Рокки Шенк                |
| 1994 | «Crescent City»                                                 | Мартин Кахан              |
| 1995 | «Sweet Old World» (с Нилом Янгом)                               | н/д                       |
| 1999 | «Love Hurts»                                                    | Джеймс Бёртон Йоки        |
| 1999 | «After the Gold Rush» (с Долли Партон и Линдой Ронстадт)        | Джим Ши                   |
| 2008 | «Not Enough»                                                    | Стив Липпман              |
| 2011 | «Goodnight Old World»                                           | Джек Спенсер              |
| 2011 | «Six White Cadillacs»                                           | Джек Спенсер              |

## Комментарии
1. ↑  Изначально альбом был выпущен только в Европе и Великобритании. В США вышел 28 сентября 1980 года.
2. ↑  На СD альбом издавался только в составе бокс-сета Original Album Series Vol.2 (2013).
3. ↑  На СD альбом впервые издан в США только в 2000 году независимым лейблом Eminent Records (с бонус-треком). Ранее дисковое издание лонгплея существовало в Германии. В 2013 году релиз появился на CD в составе бокс-сета Original Album Series Vol.2
4. ↑  На СD альбом издавался только в составе бокс-сета Original Album Series Vol.2 (2013)
5. ↑  На СD альбом впервые издан только в 2000 году независимым лейблом Eminent Records (с двумя бонус-треками).
6. ↑  Региональный релиз, выходивший в Голландии и Великобритании.
7. ↑  Сборник песен, записанных Харрис в качестве приглашённой вокалистки в альбомах других артистов. Региональный австралийский релиз.
8. ↑  Сборник песен, записанных Харрис в качестве приглашённой вокалистки в альбомах других артистов. Региональный австралийский релиз.
9. ↑  Сборник содержит те же песни, что и третий диск The Complete Trio Collection (т. е. неизданные ранее треки и альтернативные версии знакомых композиций из сессий трио за все годы).
10. ↑  Сингл выходил в Голландии и Бельгии.
11. ↑  Британский релиз.